# Justicia breviracemosa
Justicia breviracemosa är en akantusväxtart som beskrevs av Vollesen. Justicia breviracemosa ingår i släktet Justicia och familjen akantusväxter. Inga underarter finns listade i Catalogue of Life.